# Podomyrma obscura
Podomyrma obscura är en myrart som beskrevs av Hermann Stitz 1911. Podomyrma obscura ingår i släktet Podomyrma och familjen myror. Inga underarter finns listade i Catalogue of Life.